# Faverolles-lès-Lucey
Faverolles-lès-Lucey è un comune francese di 35 abitanti situato nel dipartimento della Côte-d'Or nella regione della Borgogna-Franca Contea.

## Società

### Evoluzione demografica
Abitanti censiti